# Czyja to kochanka?
Czyja to kochanka? (fr. La doublure) – francuski film komediowy z 2006 roku w reżyserii Francisa Vebera. Zdjęcia kręcono w Paryżu.

## Opis fabuły
Sfotografowany z topmodelką i jednocześnie kochanką, znany milioner wpada w wielkie tarapaty. Żona grozi mu rozwodem, a jego kariera w jednej chwili stanęła pod znakiem zapytania.

## Obsada
- Daniel Auteuil - Pierre
- Alice Taglioni - Eléna
- Gad Elmaleh - François Pignon
- Kristin Scott Thomas - Pani Levasseur
- Michel Aumont - Lekarz
- Michel Jonasz - André Pignon
- Dany Boon - Richard
- Patrick Mille - Pascal Bouliveau
- Noémie Lenoir - Karine
- Laurent Gamelon - Paul
- Richard Berry - Maitre Foix
- Virginie Ledoyen - Émilie
- Michèle Garcia - matka François
- Philippe Magnan - Berman